# Rainman
Rainman – singel polskich raperów Tymka, Trill Pema i Tede, promujący album studyjny, zatytułowany Fit. Singel został wydany 29 maja 2019.
Nagranie otrzymało w Polsce status diamentowej płyty.

## Geneza utworu i historia wydania
Utwór napisali i skomponowali 2K, Michał Graczyk, Jacek Graniecki, Przemysław Michalski i Tymoteusz Bucki.
Singel ukazał się w formacie digital download 29 maja 2019 w Polsce za pośrednictwem wytwórni płytowej Odrodzenie w dystrybucji Universal Music Polska. Kompozycja została umieszczona na czwartym albumie studyjnym Tymka – Fit.

## Teledysk
Do utworu powstał teledysk, który udostępniono w dniu premiery singla za pośrednictwem serwisu YouTube.

## Lista utworów
- Digital download[5]

1. „Rainman” – 3:45

## Certyfikaty
| Kraj          | Certyfikat       |
| ------------- | ---------------- |
| Polska (ZPAV) | diamentowa płyta |